# Auberg
Auberg è un comune austriaco di 545 abitanti nel distretto di Rohrbach, in Alta Austria.